# Luigi Gonzaga (1566-1580)
Luigi Gonzaga (Sabbioneta, 27 dicembre 1566 – Sabbioneta, 21 gennaio 1580) è stato un nobile italiano.

## Biografia
Era figlio di Vespasiano Gonzaga, duca di Sabbioneta e di Anna Trastámara d'Aragona, nobile spagnola.
Erede universale del padre, all'età di due anni fu affidato ai maestri di corte mentre Vespasiano partì per la Spagna. Fu in seguito accompagnato dal padre, facendo ritorno a Sabbioneta solo nel 1578.
Una versione ottocentesca dei fatti rivela che, all'età di quattordici anni, per avergli mancato di rispetto, subì le percosse di Vespasiano e morì a causa delle ferite. Altri studiosi affermano sia morto di malattia.
Con Luigi si estinse il ramo principale dei "Gonzaga di Sabbioneta".
Vespasiano Gonzaga, rimasto senza eredi diretti, si risposò nel 1582 con Margherita Gonzaga, dalla quale non ebbe figli. Gli successe l'unica figlia rimasta, Isabella, che nel 1591 divenne duchessa di Sabbioneta.

## Ascendenza
|                                           |                              |                                          | Genitori                                   |  |  | Nonni |  |  | Bisnonni         |  |  | Trisnonni             |  |
|                                           |                              |                                          |                                            |  |  |       |  |  | Ludovico Gonzaga |  |  | Gianfrancesco Gonzaga |  |
|                                           |                              |                                          |                                            |  |  |       |  |  | Ludovico Gonzaga |  |  | Gianfrancesco Gonzaga |  |
|                                           |                              | Antonia del Balzo                        |                                            |  |  |       |  |  | Ludovico Gonzaga |  |  |                       |  |
| Luigi Gonzaga "Rodomonte"                 |                              |                                          |                                            |  |  |       |  |  | Ludovico Gonzaga |  |  |                       |  |
|                                           |                              | Francesca Fieschi                        | Gianluigi II Fieschi                       |  |  |       |  |  |                  |  |  |                       |  |
|                                           |                              | Francesca Fieschi                        | Gianluigi II Fieschi                       |  |  |       |  |  |                  |  |  |                       |  |
|                                           |                              | Francesca Fieschi                        | Caterina del Carretto                      |  |  |       |  |  |                  |  |  |                       |  |
| Vespasiano I Gonzaga                      |                              | Francesca Fieschi                        |                                            |  |  |       |  |  |                  |  |  |                       |  |
|                                           |                              | Vespasiano Colonna                       | Prospero Colonna                           |  |  |       |  |  |                  |  |  |                       |  |
|                                           |                              | Vespasiano Colonna                       | Prospero Colonna                           |  |  |       |  |  |                  |  |  |                       |  |
|                                           |                              | Vespasiano Colonna                       | Covella di Sanseverino                     |  |  |       |  |  |                  |  |  |                       |  |
| Isabella Colonna                          |                              | Vespasiano Colonna                       |                                            |  |  |       |  |  |                  |  |  |                       |  |
|                                           |                              | Beatrice Appiano                         | Jacopo IV Appiano                          |  |  |       |  |  |                  |  |  |                       |  |
|                                           |                              | Beatrice Appiano                         | Jacopo IV Appiano                          |  |  |       |  |  |                  |  |  |                       |  |
|                                           |                              | Beatrice Appiano                         | Vittoria Todeschini Piccolomini            |  |  |       |  |  |                  |  |  |                       |  |
| Luigi Gonzaga                             |                              | Beatrice Appiano                         |                                            |  |  |       |  |  |                  |  |  |                       |  |
|                                           | Enrique de Aragón y Pimentel | Enrique de Aragón y Alburquerque         |                                            |  |  |       |  |  |                  |  |  |                       |  |
|                                           | Enrique de Aragón y Pimentel | Enrique de Aragón y Alburquerque         |                                            |  |  |       |  |  |                  |  |  |                       |  |
|                                           | Enrique de Aragón y Pimentel | Beatriz Pimentel y Enríquez              |                                            |  |  |       |  |  |                  |  |  |                       |  |
| Alfonso de Aragón y Bragança              | Enrique de Aragón y Pimentel |                                          |                                            |  |  |       |  |  |                  |  |  |                       |  |
|                                           |                              | Guiomar Castro de Bragança y de Noronha  | Alfonso de Bragança y Castro               |  |  |       |  |  |                  |  |  |                       |  |
|                                           |                              | Guiomar Castro de Bragança y de Noronha  | Alfonso de Bragança y Castro               |  |  |       |  |  |                  |  |  |                       |  |
|                                           |                              | Guiomar Castro de Bragança y de Noronha  | María de Noronha y Sousa                   |  |  |       |  |  |                  |  |  |                       |  |
| Ana de Aragón y Cardona                   |                              | Guiomar Castro de Bragança y de Noronha  |                                            |  |  |       |  |  |                  |  |  |                       |  |
|                                           |                              | Ferdinando I Folch de Cardona y Enríquez | Juan Ramón Folch IV de Cardona y de Urgell |  |  |       |  |  |                  |  |  |                       |  |
|                                           |                              | Ferdinando I Folch de Cardona y Enríquez | Juan Ramón Folch IV de Cardona y de Urgell |  |  |       |  |  |                  |  |  |                       |  |
|                                           |                              | Ferdinando I Folch de Cardona y Enríquez | Aldonza Enríquez y Quiñones                |  |  |       |  |  |                  |  |  |                       |  |
| Juana Folch de Cardona y Manrique de Lara |                              | Ferdinando I Folch de Cardona y Enríquez |                                            |  |  |       |  |  |                  |  |  |                       |  |
|                                           |                              | Francisca Manrique de Lara               | Pedro Manrique de Lara y Sandoval          |  |  |       |  |  |                  |  |  |                       |  |
|                                           |                              | Francisca Manrique de Lara               | Pedro Manrique de Lara y Sandoval          |  |  |       |  |  |                  |  |  |                       |  |
|                                           |                              | Francisca Manrique de Lara               | Guiomar de Acunha e Castro                 |  |  |       |  |  |                  |  |  |                       |  |
|                                           |                              | Francisca Manrique de Lara               |                                            |  |  |       |  |  |                  |  |  |                       |  |